# Kenton Presents Jazz
Kenton Presents Jazz est une série de disques de jazz produite par la compagnie de disques américaine Capitol Records de 1954 à 1956. 

## Histoire
La série de disques présente des enregistrements en leader de musiciens du big band de Stan Kenton, Frank Rosolino, Bob Cooper, Bill Holman, Serge Chaloff, Sal Salvador, Claude Williamson et Boots Mussulli. 
Les premiers disques en 1954 sont des albums 25 cm, le format des 33 tours à cette époque, et sortent également sous forme de deux 45 tours. Les albums suivants, à partir de 1955, sont des 30 cm.
Une partie de la série a été rééditée par Mosaic Records sous le titre Kenton Presents: Bob Cooper, Bill Holman & Frank Rosolino.

## Discographie
- 1954 : Bill Holman : Bill Holman, 25 cm, H-6500
- 1954 : The Bob Cooper Sextet : The Bob Cooper Sextet, 25 cm, H-6501
- 1954 : Sal Salvador : Sal Salvador, 25 cm, H-6505
- 1954 : Claude Williamson : Claude Williamson, 25 cm
- 1954 : Frank Rosolino : Frank Rosolino, 25 cm, H-6507
- 1955 : The Frank Rosolino Quintet : Frankly Speaking, 30 cm, T-6509
- 1955 : Bob Cooper : Shifting Winds, 30 cm, T-6513
- 1955 : Serge Chaloff Sextet : Boston Blow-Up!, 30 cm, T-6510
- 1956 : Claude Williamson Trio : Keys West, 30 cm, T-6511
- 1956 : Frank Rosolino : Frank Rosolino, 30 cm, T-6507 ; réédition augmentée de H-6507